# Die Arschkrampen
Die Arschkrampen ist der Titel einer Hörspielreihe von Dietmar Wischmeyer, die erstmals 1989 im Frühstyxradio des Radio ffn ausgestrahlt wurde. 1992 wurde auch eine Maxi-Single unter dem Titel Brettermeier Die Pottsau - Arschkrampen-Tekkno veröffentlicht. Mittlerweile hat das Frühstyxradio mehrere CDs der Arschkrampen produziert.

## Stil und Handlung
Die Arschkrampen waren zuerst eine Persiflage auf Gespräche in Kneipen auf Stammtischparolen-Niveau. In späteren Publikationen gewinnen Die Arschkrampen an satirischen und gesellschaftskritischen Ansätzen. Hauptspielort ist die fiktive dörfliche Schankwirtschaft Bei Gertrud, an deren Tresen die Arbeitslosen Kurt Krampmeier und Gürgen Ferkulat täglich Bier bzw. Alster mit verschiedenen unüblichen Zusätzen wie Tsatsiki (Ballerbrühe) oder Erdbeerjoghurt (Alster-E) konsumieren und über verschiedene Themen diskutieren. Weitere Spielorte sind der Bello der Bretterpenne, Gürgens Wohnung oder beispielsweise das Leguanland. Einige Szenen sind Persiflagen auf Filme wie beispielsweise King Kong, Dinner for One, Casablanca oder Das Boot.
Die Reihe fingiert das Zusammentreffen eines zurückhaltenden Mittelschulabsolventen mit einem von sich selbst eingenommenen Angehörigen der Unterschicht, der durch raue Sprüche und Beschimpfungen, Einschüchterungen, später auch durch fadenscheinige Argumentationen oder Verwirrungsstrategien auch bei sehr absurden Behauptungen meistens Recht behält. Laut Autor Dietmar Wischmeyer sind die Arschkrampen eine „philosophische Serie über das Leben“ und die beiden Figuren „gescheiterte Anarchos“.
In mehreren Folgen lehnen sich die Charaktere gegen den Autor auf und weigern sich, sich an das Manuskript zu halten.

## Charaktere
Kurt (gesprochen von Dietmar Wischmeyer)
Kurt Krampmeier (in zwei Folgen: Kurt Adolf Amadeus Krampmeier) ist ein Alkoholabhängiger. Er pflegt eine stark konservative Grundeinstellung und frauenfeindliches Gedankengut und lebt dieses in Form von offener Aggressivität, besonders gegenüber seinem einzigen Gesprächspartner Gürgen aus, den er bei jeder Gelegenheit beleidigt und demütigt. Die Hauptziele von Kurt bestehen lediglich darin, schnell und günstig an Alkohol zu gelangen und Brettermeier an der Übernahme der Weltherrschaft zu hindern. Einem Beruf geht Kurt nicht nach. Er gründet jedoch eine Ich-AG. In einer Folge (Flucht aus der DDR), in der er Gürgen in die DDR entführt, entsteht der Eindruck, Kurt selbst sei Brettermeier, denn er wird von einem NVA-Hauptmann mit Oberleutnant Brettermeier angesprochen.
Gürgen (gesprochen von Oliver Kalkofe)
Jürgen „Gürgen“ Ferkulat, oft nur Ferkel oder Ferkelwämser genannt, ist wesentlich gebildeter als Kurt, scheitert aber stets an seinen Minderwertigkeitskomplexen, die sich in Unterwürfigkeit äußern. Aus dieser Unterwürfigkeit resultiert auch sein dauerhafter Misserfolg bei Frauen, weswegen er gelegentlich heimlich seinen porcophilen Neigungen nachgeht. Trotz aller erlittenen Demütigungen bezeichnet er Kurt als seinen einzigen Freund, da dieser ihn stets vor Brettermeier beschützt. Gürgen lebt noch bei seiner Mutter und ist verheiratet mit Krissa Marylin Warzenbrock. In späteren Folgen versucht Gürgen mit seiner Jugendliebe Sylvia „Hammertitte“ Popetzki zusammenzukommen. Diese stirbt jedoch nach der Scheidung von Tomatenkopp und hinterlässt 2 Kinder.
Brettermeier
Albert Brettermeier ist der Antagonist in Die Arschkrampen. Innerhalb der Hörspiele steht Brettermeier als Running-Gag immer in Verbindung mit Gurken, Leguanen oder einer gelben Hose, die er angeblich trägt.
Der Umstand, dass er nie direkt auftritt und sein Vorname in einigen Geschichten wechselt, lassen vermuten, dass er Kurts Paranoia entspringt; gelegentlich wird Brettermeier aber verwendet, um auf andere Personen anzuspielen. Zu diesem Zweck wird der Vorname angepasst (zum Beispiel Victor Brettermeier als Anspielung auf Victor László aus Casablanca) oder Titel hinzugefügt (beispielsweise Größter Gurkenführer aller Zeiten als Anspielung auf Adolf Hitler). Seine fiktive Geliebte Hillary Brettermeier (auf der CD Arschkrampen im Land der Leguane) ist eine Anspielung auf die ehemalige US-Präsidentengattin Hillary Clinton. Später wird jedoch bekannt, dass Brettermeier der Bruder von Kurt ist, der damals von den Eltern zur Prohibition freigegeben wurde. Somit für Kurt als Alkoholiker natürlich das Feindbild darstellt.
Giuseppe Eilert
Giuseppe Eilert, bzw. Eilert, das Arschloch (das Arschloch wird von Kurt oft als Ehrentitel bezeichnet) ist ein Saufkumpel von Kurt, der jedoch nie in Erscheinung tritt (lediglich als Kurt und Gürgen im Himmel sind, gibt er einige Laute von sich). Kurt war mit ihm zusammen auf der Bretterpenne. Eilert ist 52 Jahre alt und angeblich der Enkel von Gertrud, der Kneipenbesitzerin. Er wird von Kurt als Genie und Lebenskünstler verehrt und scheint stetig einem Beruf nachzugehen. Zeitweise arbeitet er in einem schwedischen Möbelhaus und organisiert Kurt B-Ware von dort angebotenen Hackfleischbällchen. In anderen Folgen arbeitet Eilert als Nachtwächter im Zoo und vergeht sich dort mit Kurt an Schimpansen und sonstigen Tieren. In einer Folge ist er Frauenbeauftragter der Stadt Duisburg, weswegen er sich sogar seinen Wurm wegoperieren lässt. Auf der CD Arschkrampen: Testament landen Kurt und Gürgen im Himmel, nachdem sie von einem Riesenleguan mit Maggi verspeist wurden und finden heraus, dass Gíuseppe Eilert (das Arschloch) abgeleitet ist von Josef Eilhaard, was dann wiederum ein Synonym für Gott ist.

## Publikationen
- 1991: „Is mir schlecht – Arschkrampen live bei Gertrud“
- 1992: „Arschkrampen – Brettermeier die Pottsau“ (Musik: Tommi Stumpff)
- 1992: „Sooo siehddas aus! – Arschkrampen jagen Dr. Brettermeier“
- 1993: „Is mir schlecht – Arschkrampen live bei Gertrud – Feldausgabe“
- 1993: „Aggi Aggi – Arschkrampen im Land der Leguane“
- 1993: „Arschkrampen – Ekelerregend (Kurt unplugged live vom Bello der Bretterpenne)“
- 1996: „Arschkrampen – Zicken & Würmer – Teil 1“
- 1996: „Arschkrampen – Zicken & Würmer – Teil 2“
- 2002: „Arschkrampen – Is mir schlecht – The Drecks-Generation“
- 2002: „Arschkrampen – Der blaue Planet“
- 2005: „Arschkrampen – Satanziege“
- 2005: „Arschkrampen – Volume 1“ (keine CD-Veröffentlichung, nur als Download erhältlich)
- 2010: „Arschkrampen – Testament“
- 2010: „Arschkrampen – Sooo saahddas aus!“
- 2012: „Arschkrampen im Weltall“
- 2016: „Bei Gertrud“